# Albestroff
Albestroff (prononcer [albɛstʁɔf] ; en allemand Albesdorf), est une commune française située dans le département de la Moselle, en région Grand Est.

## Géographie
Albestroff est située entre Metz, Nancy et Strasbourg. À 20 km de Dieuze, Morhange, Sarre-Union et Sarralbe et à 35 km de Sarrebourg, Sarreguemines et Château-Salins.
La commune fait partie du Parc naturel régional de Lorraine et de la ZNIEFF du pays des étangs.

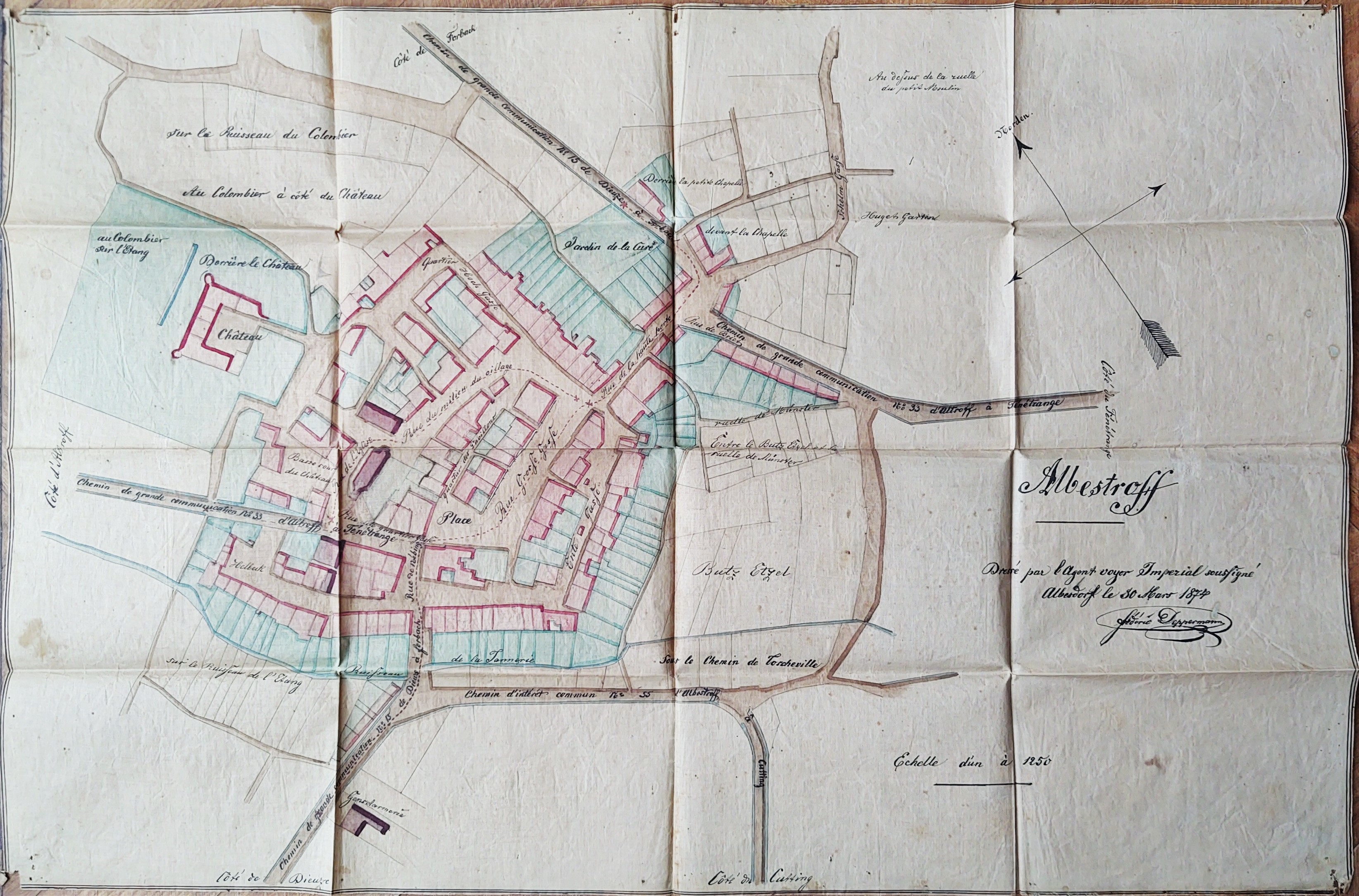
Cartographie par Wegemeister Friedrich Wilhelm Ludwig Deppermann, 1874.

### Communes limitrophes
| Léning     | Réning, Insming |            |
| Montdidier | Albestroff      | Givrycourt |
| Nébing     | Torcheville     | Munster    |

### Hydrographie
La commune est située dans le bassin versant du Rhin au sein du bassin Rhin-Meuse. Elle est drainée par le ruisseau des Roses et le ruisseau la Rode.
Le ruisseau des Roses, d'une longueur totale de 11,9 km, prend sa source dans la commune de Bassing et se jette  dans la Rode en limite de Munster et de Givrycourt, après avoir traversé six communes.
La Rode, d'une longueur totale de 24,8 km, prend sa source dans la commune de Loudrefing et se jette  dans l'Albe à Sarralbe, après avoir traversé 13 communes.

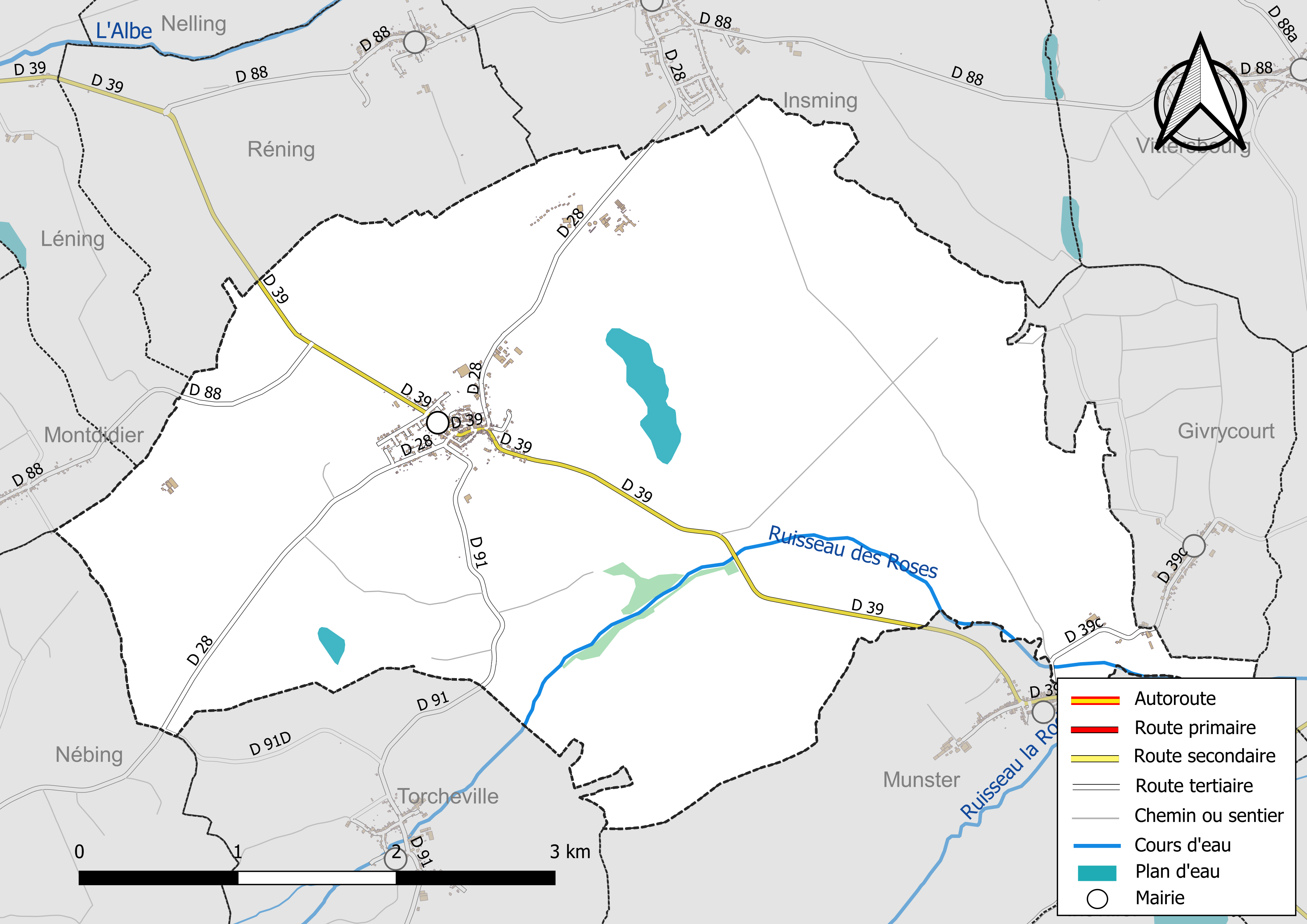
Réseaux hydrographique et routier d'Albestroff.

La qualité des eaux des principaux cours d’eau de la commune, notamment du ruisseau des Roses et du ruisseau la Rode, peut être consultée sur un site spécial géré par les agences de l’eau et l’Agence française pour la biodiversité.

### Climat
Pour des articles plus généraux, voir Climat du Grand Est et Climat de la Moselle.
En 2010, le climat de la commune est de type climat des marges montargnardes, selon une étude du Centre national de la recherche scientifique s'appuyant sur une série de données couvrant la période 1971-2000. En 2020, Météo-France publie une typologie des climats de la France métropolitaine dans laquelle la commune est exposée à un climat semi-continental et est dans une zone de transition entre les régions climatiques « Lorraine, plateau de Langres, Morvan » et « Vosges ».
Pour la période 1971-2000, la température annuelle moyenne est de 9,9 °C, avec une amplitude thermique annuelle de 17,1 °C. Le cumul annuel moyen de précipitations est de 873 mm, avec 11,9 jours de précipitations en janvier et 9,3 jours en juillet. Pour la période 1991-2020, la température moyenne annuelle observée sur la station météorologique de Météo-France la plus proche, « Kappelkinger_sapc », sur la commune de Kappelkinger à 6 km à vol d'oiseau, est de 10,6 °C et le cumul annuel moyen de précipitations est de 772,6 mm. 
La température maximale relevée sur cette station est de 38,8 °C, atteinte le 25 juillet 2019 ; la température minimale est de −19,6 °C, atteinte le 26 décembre 2010,,.
Les paramètres climatiques de la commune ont été estimés pour le milieu du siècle (2041-2070) selon différents scénarios d'émission de gaz à effet de serre à partir des nouvelles projections climatiques de référence DRIAS-2020. Ils sont consultables sur un site spécial publié par Météo-France en novembre 2022.

## Urbanisme

### Typologie
Au 1er janvier 2024, Albestroff est catégorisée commune rurale à habitat dispersé, selon la nouvelle grille communale de densité à sept niveaux définie par l'Insee en 2022.
Elle est située hors unité urbaine et hors attraction des villes,.

### Occupation des sols
L'occupation des sols de la commune, telle qu'elle ressort de la base de données européenne d’occupation biophysique des sols Corine Land Cover (CLC), est marquée par l'importance des forêts et milieux semi-naturels (50,6 % en 2018), une proportion sensiblement équivalente à celle de 1990 (50,5 %). La répartition détaillée en 2018 est la suivante : 
forêts (49,1 %), terres arables (22,3 %), prairies (20,3 %), zones agricoles hétérogènes (3 %), zones urbanisées (2,5 %), milieux à végétation arbustive et/ou herbacée (1,5 %), eaux continentales (1,3 %). L'évolution de l’occupation des sols de la commune et de ses infrastructures peut être observée sur les différentes représentations cartographiques du territoire : la carte de Cassini (XVIIIe siècle), la carte d'état-major (1820-1866) et les cartes ou photos aériennes de l'IGN pour la période actuelle (1950 à aujourd'hui).

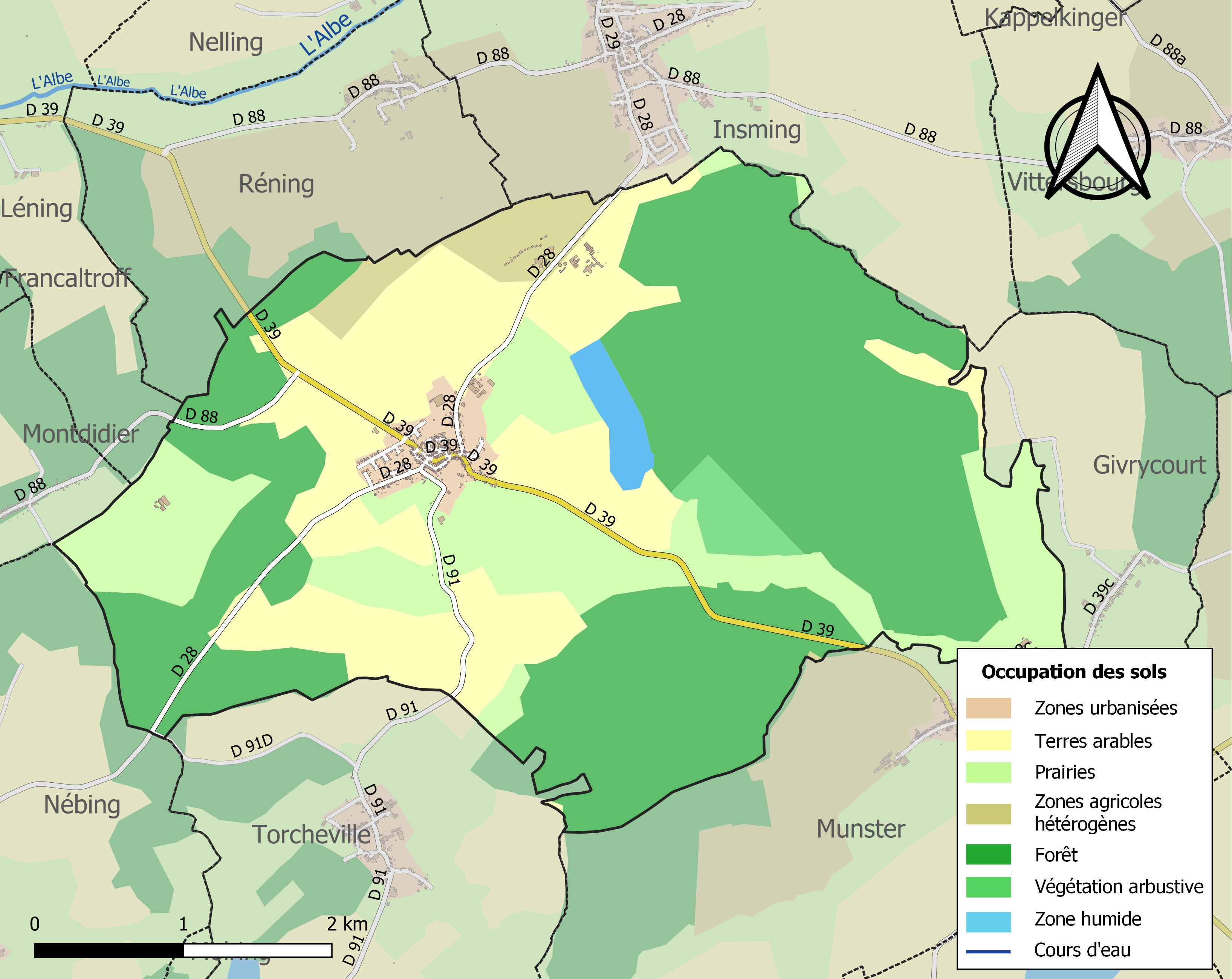
Carte des infrastructures et de l'occupation des sols de la commune en 2018 (CLC).

## Toponymie
- Anciens noms[17] : Albertoff (vers 1050), Auberstroff (1145)[18], Albestorff (1303), Auberstroff et Aubestorf (1331), Albistorf (1396), Albistorff (1421), Albstorff/Altorff/Albtorff (1525), Alberstorff (1793 et 1801), Albesdorf (1871-1918).
- En francique lorrain : Alstroff.
- D'un nom de personne germanique Albert + troff, variante mosellane de dorf « village »[19].
- Il s'agit donc de la ferme ou village d'un certain Albert

## Histoire
- Ancienne possession épiscopale avec château fort et remparts (première mention en 1225).
- Nombreux sièges : 1255, 1393, 1457, 1632, 1635, 1637, 1639 ; ruiné à la guerre de Trente Ans.

Linguistiquement, Albestroff était moitié germanophone et moitié francophone en 1843, c'était toujours le cas en 1887.
Cette commune faisait partie du département de la Meurthe avant 1870. Mais comme les autres communes de l'actuel département de la Moselle, Albestroff fut annexée à l’Empire allemand de 1871 à 1918.
La Seconde Guerre mondiale et le drame de l'Annexion de fait par le Troisième Reich nazi marquèrent fortement les esprits. La commune ne fut libérée que le 17 novembre 1944.
Albestroff absorba en 1973 les villages de Givrycourt, Munster, Torcheville, Insming et Réning ce qui la rendit riveraine de l'Albe ; mais Munster a repris son indépendance dès 1983, Insming l'année suivante, les autres en 1998.

## Politique et administration

### Liste des maires
| Période                                  | Période   | Identité           | Étiquette | Qualité                                     |
| ---------------------------------------- | --------- | ------------------ | --------- | ------------------------------------------- |
| Les données manquantes sont à compléter. |           |                    |           |                                             |
| maire en 1834                            | ?         | M. Corrigeux       |           | Cultivateur, conseiller d'arrondissement    |
| vers 1933                                | vers 1951 | Joseph Brocker     | URD-DVD   | Conseiller général (1933-1940 et 1945-1951) |
| mars 1983                                | 2001      | Jean-Michel Peltre | RPR       | Conseiller général (?-1994)                 |
| mars 2001                                | En cours  | Germain Mussot     | SE        | Agriculteur retraité                        |
| Les données manquantes sont à compléter. |           |                    |           |                                             |

## Population et société

### Démographie
L'évolution du nombre d'habitants est connue à travers les recensements de la population effectués dans la commune depuis 1793. Pour les communes de moins de 10 000 habitants, une enquête de recensement portant sur toute la population est réalisée tous les cinq ans, les populations de référence des années intermédiaires étant quant à elles estimées par interpolation ou extrapolation. Pour la commune, le premier recensement exhaustif entrant dans le cadre du nouveau dispositif a été réalisé en 2006.

En 2022, la commune comptait 610 habitants, en évolution de −3,17 % par rapport à 2016 (Moselle : +0,52 %, France hors Mayotte : +2,11 %).
| 1793 | 1800 | 1806 | 1821 | 1831 | 1836 | 1841 | 1846 | 1851 |
| ---- | ---- | ---- | ---- | ---- | ---- | ---- | ---- | ---- |
| 560  | 607  | 634  | 714  | 767  | 868  | 817  | 816  | 858  |

| 1856 | 1861 | 1871 | 1875 | 1880 | 1885 | 1890 | 1895 | 1900 |
| ---- | ---- | ---- | ---- | ---- | ---- | ---- | ---- | ---- |
| 755  | 767  | 675  | 625  | 637  | 620  | 599  | 596  | 562  |

| 1905 | 1910 | 1921 | 1926 | 1931 | 1936 | 1946 | 1954 | 1962 |
| ---- | ---- | ---- | ---- | ---- | ---- | ---- | ---- | ---- |
| 563  | 529  | 487  | 449  | 434  | 446  | 342  | 388  | 400  |

| 1968 | 1975  | 1982  | 1990  | 1999 | 2006 | 2011 | 2016 | 2021 |
| ---- | ----- | ----- | ----- | ---- | ---- | ---- | ---- | ---- |
| 449  | 1 716 | 1 825 | 1 022 | 639  | 650  | 638  | 630  | 614  |

| 2022 | - | - | - | - | - | - | - | - |
| ---- | - | - | - | - | - | - | - | - |
| 610  | - | - | - | - | - | - | - | - |

### Enseignement
Il y a une école maternelle et élémentaire.
Le collège de l'Albe regroupant les communes de : Albestroff, Diffembach-lès-Hellimer, Francaltroff, Givrycourt, Gréning, Guinzeling, Hellimer, Honskirch, Insming, Insviller, Kappelkinger, Léning, Lhor, Molring, Montdidier, Munster, Nébing, Nelling, Neufvillage, Petit-Tenquin, Réning, Torcheville, Vahl-lès-Bénestroff, Vibersviller, Vittersbourg.

### Santé
La commune comprend un Établissement Public Social et Médico-Social (EPSMS) nommé Sainte-Anne. Cette structure a été rénovée en 2022.

### Sports
Le village abrite un club de judo, créé en 2021.

## Culture locale et patrimoine

### Lieux et monuments
Édifices religieux
- Église Saint-Adelphe d'Albestroff, XVIIIe siècle : buffet d'orgue. L'orgue a été installé par Joseph Géant facteur d'orgues à Haute-Vigneulles en 1844[30]. Il a été restauré en 1895 par Franz Staudt, successeur du facteur d'orgues Verschneider de Puttelange-aux-Lacs. L'orgue a été reconstruit en 1993 par le facteur d'orgues Yves Kœnig de Sarre-Union qui a conservé le buffet d'origine. L'orgue possède actuellement 27 jeux.
- Chapelle Sainte-Anne, néo-gothique (1856). À proximité se trouve un important portique sculpté.

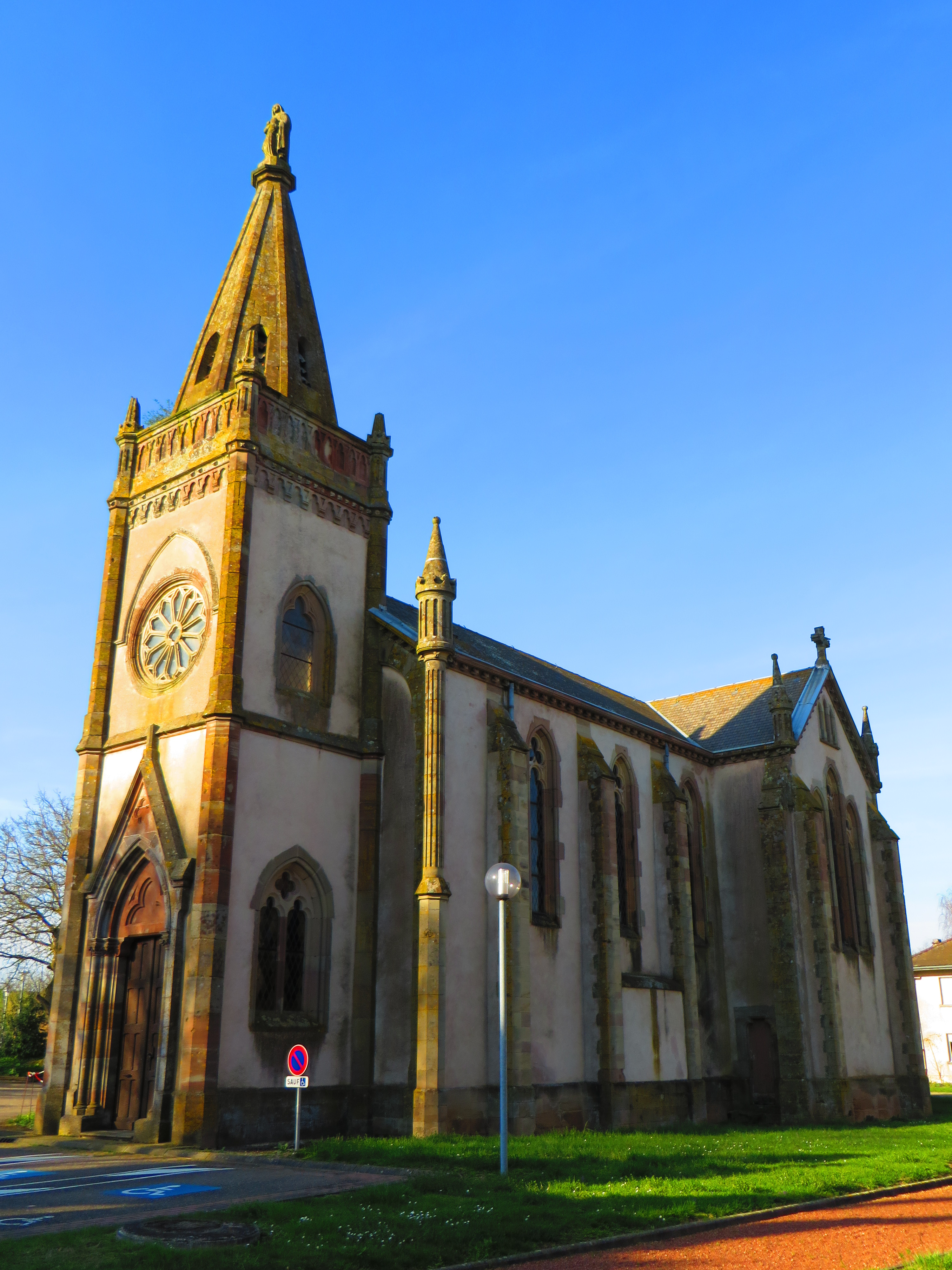
Chapelle Sainte-Anne construite en 1856.
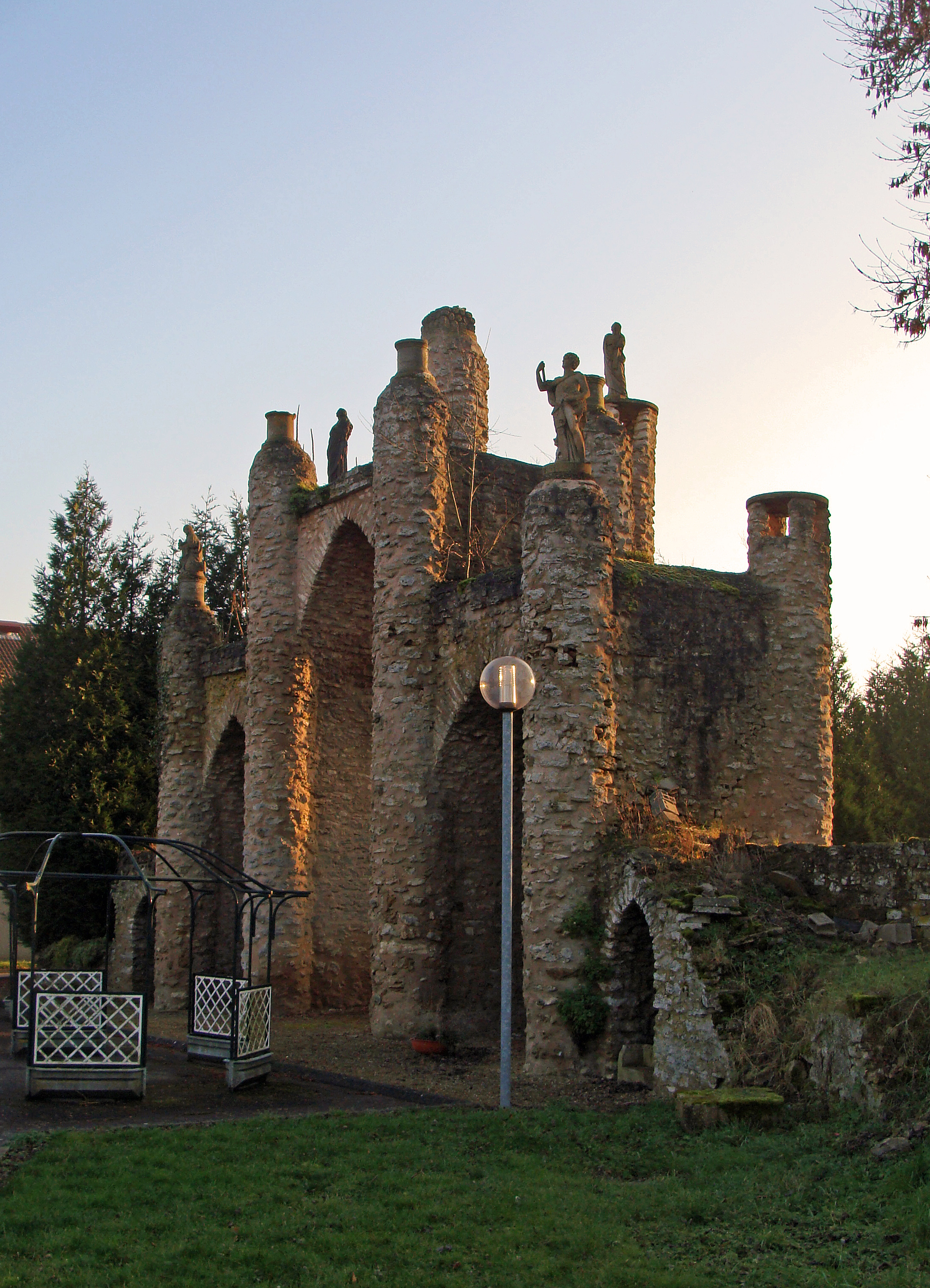
Portique faisant face à la chapelle Sainte-Anne.

Édifices civils

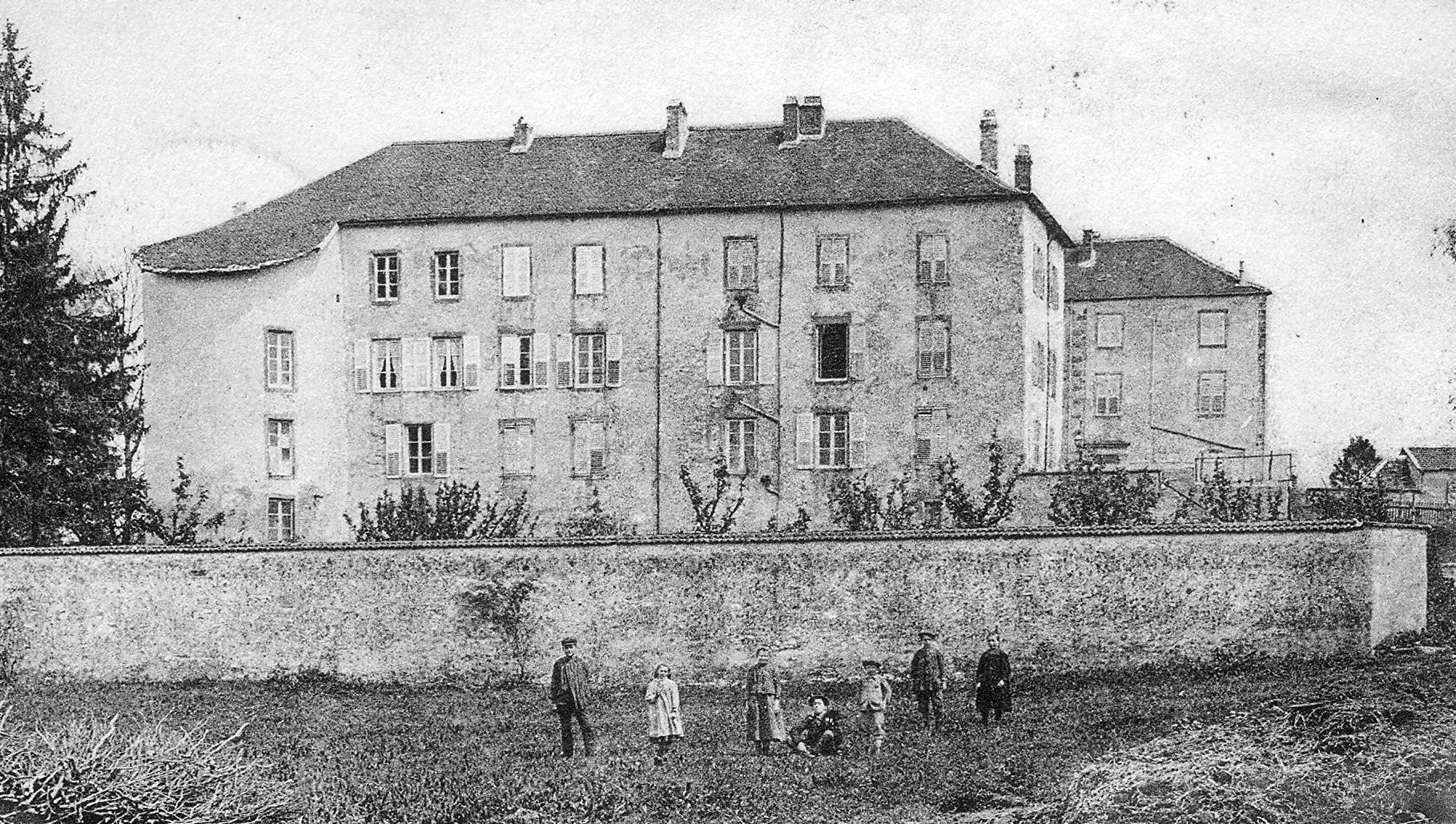
Le château d'Albestroff en 1902.

- Traces du château des évêques de Metz du XIIIe siècle, reconstruit au XVe siècle, détruit au XVIIe siècle par les troupes suédoises, modifié au XXe siècle, rasé en 1960 : reste le terre-plein et deux fossés.
- Monument aux morts.
- Ancien lavoir transformé en aire de pique-nique.
- CIS (pompiers).
- Gendarmerie.
- Déchèterie située rue du Stade, gérée par la communauté de communes du Saulnois.

### Personnalités liées à la commune
- Georges Ier Du Gaillard (Metz, 1552 - Albestroff, 1596) : capitaine châtelain d'Albestroff (voir La famille Du Gaillard) ;
- Georges II Du Gaillard (Albestroff, 1575 - Hellimer, 1635) : capitaine châtelain, né à Albestroff, seigneur de Hellimer, Diffembach-les-Hellimer et Ackerbach ;
- Augustin Hacquard M.Afr. (1860-1901) : missionnaire et explorateur né à Albestroff, vicaire apostolique du Sahara-Soudan.

### Héraldique
| Blason de Albestroff | Blason  | De gueules au dextrochère de carnation, vêtu d'azur, mouvant d'une nuée d'argent, tenant une épée du même garnie d'or et accostée de deux cailloux d'or. |
| Blason de Albestroff | Détails | |